# ديفينانو
ديفينانو؛ هي (بلدية) في مقاطعة نوفارا في المنطقة الإيطالية بيدمونت، وتقع على بعد حوالي 100 كيلومتر (62 ميل) شمال شرق تورينو وحوالي 25 كيلومتر (16 ميل) شمال نوفارا.
تقع ديفينانو على حدود البلديات التالية: اقراتي وكونتوربيا وقرية تيسينو وميزوميريك وبومبيا وفارالو بومبيا.